# Иджид-Йольвож
Иджи́д-Йольво́ж або Иджи́д-Єльво́ж або Иджи́д-Йоль-Вож (рос. Ыджыд-Ёльвож, Ыджыд-Ельвож, Ыджыд-Ёль-Вож) — річка в Республіці Комі, Росія, права притока річки Ук'ю, лівої притоки річки Ілич, правої притоки річки Печора. Протікає територією Троїцько-Печорського району.
Річка починається на південних схилах хребта Мань-Хамбо. Протікає на південний схід, південь та південний схід.